# 3つの無窮動
『3つの無窮動』（Trois Mouvements perpétuels）FP14a は、フランシス・プーランクが作曲したピアノ独奏のための3曲からなる組曲。

## 概要
プーランクが19歳でエリック・サティの庇護下にあった1918年12月に、パリで初演された。作品はヴァレンティヌ・ユーゴーに献呈され、初演ではプーランクにピアノの指導を施したリカルド・ビニェスが演奏した。1918年1月から1921年1月にかけてフランス陸軍の徴兵に応じていたプーランクであったが、彼の任務は作曲の余裕を残したものだった。そこで彼はサン＝マルタン＝シュル＝ル＝プレの地元の小学校のピアノに向かい、本作を書き上げた。
本作は大衆と演奏家の間でたちまち成功を収め、作曲者の作品中でも有数の人気作であり続けている。ピアニストのアルフレッド・コルトーはこの楽曲について「サティの皮肉っぽい見方を現代の知的サークルの神経質な基準に適合させたもの」と評した。円熟期のプーランクはこの作品を容認はできるといい、自身の気楽な作品群の多くと一緒にして、深刻さの増した自作と比較すると取るに足らないものであると看做していた。彼は次のように書いている。「もし人々が50年後にも私の音楽にいまだ関心を寄せてくれているのであれば、それは『3つの無窮動』にではなく『スターバト・マーテル』に対してだろう。」『タイムズ』紙のジェラルド・ラーナーはプーランク生誕100周年に寄せて、彼の予言は誤りだった、1999年現在もその音楽的気質の両面、「熱心なカトリック教徒と腕白小僧」により彼が広く称賛されているとコメントしている。ラーナーはさらに、国外では高い名声を得ているにもかかわらずフランス人はいまだにプーランクの真剣な側面を完全に把握できておらず、そのため彼の音楽を無視する傾向にあると付け加える。ピアニストのパスカル・ロジェはこう述べる。「フランス人はプーランクが自分たちに送って寄越すイメージが気に食わないのだ（中略）彼らは彼のことを表面的であると看做しつつ、自分自身は真剣であると見られたがっている。」著作家でピアニストのロジャー・ニコルズはこう書いている。「ここでプーランクの仕掛けでパリと田舎の要素が隣り合わせに置かれ、ときに融合が試みられる。曲は素晴らしく素朴でありながら（ラヴェルはプーランクの『自作の民謡を書く』才能を羨んだ）、各曲が『終わり際』に少々華やかさを見せるのは都会の皮肉の典型である。」
組曲は演奏に約5分を要する。コメンテーターのマリナとヴィクトル・ルダンは「3つの曲は終結感なく終わっており、音楽を未解決の状態で残していくが、それにより我々の心に長く留まることになる」と記している。プーランクの本作を「超簡単」とし、心地よいセーヌ川沿いの散歩のようなものだと評している。1925年に作曲者自身による9つの楽器のための編曲が行われている。

## 楽曲構成
第1曲 Assez modéré  （ = 144）
24小節から成る。最初の19小節は反復される。最後の3小節では速度を落とし、最後にはTrès lent（とてもゆっくり）と指示されている。
第2曲 Très modéré  （ = 92）
14小節で構成される。大半がピアノやピアニッシモで、4小節だけメゾピアノとなる。最後は2オクターヴを上昇するピアニッシッシモのグリッサンドで終了する。
第3曲 Alerte （ = 138）
3曲の中では最も活発であるが、第2曲同様に最後はピアニッシッシモで占められる。4/4、7/4、3/8、5/4拍子を移り変わっていく。全体で58小節となっている。